# Notholaena cantangensis
Notholaena cantangensis är en kantbräkenväxtart som beskrevs av R. Tryon. Notholaena cantangensis ingår i släktet Notholaena och familjen Pteridaceae. Inga underarter finns listade.